# کاپریلیا ایرپینا
کاپریلیا ایرپینا (به ایتالیایی: Capriglia Irpina) یک کومونه در ایتالیا است که در استان آولینو واقع شده‌است.

## خصوصیات
کاپریلیا ایرپینا ۷٫۳۸ کیلومترمربع مساحت و ۲٬۴۱۹ نفر جمعیت دارد و ۵۷۵ متر بالاتر از سطح دریا واقع شده‌است.